# ديريك فيرغسون
ديريك فيرغسون (بالإنجليزية: Derek Ferguson)‏ (و. 1967  م) هو لاعب كرة قدم، ومدرب كرة القدم، من المملكة المتحدة، ولد في غلاسكو، مركز لعبه هو لاعب وسط.

## روابط خارجية
- ديريك فيرغسون على موقع قاعدة بيانات كرة القدم.إي يو (الإنجليزية)
- ديريك فيرغسون على موقع ناشيونال فوتبول تيمز (الإنجليزية)
- ديريك فيرغسون على موقع Soccerbase.com (لاعب) (الإنجليزية)